# 雷大壯
雷大壯（1535年—？），字欽履，河南汝寧府上蔡縣人，民籍，明朝政治人物。

## 生平
嘉靖三十七年（1558年）戊午科河南鄉試第二十九名舉人。嘉靖四十一年（1562年）中式壬戌科會試第二百三十七名，三甲第一百四十名進士。歷官榮河縣知縣、忻州知州。

## 家族
曾祖雷玄；祖父雷泰，陰陽學正術；父雷平，母田氏。重庆下。弟大有、大蓄、大謙。